# Pedro Morales (piłkarz)
Pedro Morales (ur. 25 maja 1985 w Hualpén) – chilijski piłkarz występujący na pozycji ofensywnego pomocnika. Obecnie gra w Vancouver Whitecaps FC.

## Kariera klubowa
Pedro Morales jest wychowankiem chilijskiego CD Huachipato. Zawodową karierę rozpoczął w 2004 i przez 4 sezony rozegrał 101 ligowych meczów. Ze swoją drużyną Morales nie odnosił żadnych sukcesów, a w 2006 roku zadebiutował w rozgrywkach Copa Sudamericana. W 2007 roku piłkarz przeniósł się do zespołu Universidad de Chile, dla którego w turnieju zamknięcia zdobył 13 goli i zajął 2. miejsce w klasyfikacji najlepszych strzelców. Zanotował więcej trafień niż jego bardziej doświadczeni napastnicy – Marcelo Salas i Patricio Galaz.
11 czerwca 2008 roku Morales podpisał kontrakt z chorwackim Dinamo Zagrzeb, działacze którego zapłacili za transfer 1,6 miliona euro. Miał zastąpić Lukę Modrica, który odszedł do angielskiego Tottenhamu Hotspur. W debiutanckim sezonie Chilijczyk zdobył z Dinamo 11. w historii klubu mistrzostwo kraju. Oprócz tego zanotował zwycięstwo w Pucharze Chorwacji, dotarł do 3. rundy eliminacyjnej Ligi Mistrzów, a następnie rozpoczął rywalizację w Pucharze UEFA, z którego razem z Dinamo odpadł w rundzie grupowej. Morales w sezonie 2008/2009 strzelił 7 goli w 21 ligowych występach. Zdobył zwycięską bramkę w meczu z zespołem NK Croatia Sesvete (1:0), oba gole w spotkaniu przeciwko Varteksowi Varaždin (2:1), jedno trafienie w pojedynku z Interem Zaprešić (3:1) oraz hat-tricka w rewanżowym meczu z drużyną NK Croatia Sesvete (6:1).
19 czerwca 2009 roku włodarze Dinamo poinformowali, że Morales podczas pobytu w Chile zaraził się świńską grypą. Piłkarz musiał pozostać w swoim rodzimym kraju, dopóki nie wyzdrowiał. Rozgrywki 2009/2010 chorwacki klub rozpoczął od wyeliminowania ormiańskiego Pjunika Erywań z rozgrywek Ligi Mistrzów. Ligowe zmagania rozpoczął natomiast od pokonania 6:1 Istry Pula. Morales zdobył w tym spotkaniu 2 bramki. Od początku sezonu wychowanek CD Huachipato stał się najlepszym strzelcem drużyny z Zagrzebia.

## Kariera reprezentacyjna
Morales ma za sobą występy w młodzieżowej reprezentacji Chile do lat 20, z którą w 2005 roku wziął udział w mistrzostwach świata juniorów. Na turnieju strzelił jednego gola w spotkaniu rundy grupowej z Hondurasem.
W 2007 roku Morales został powołany przez Marcelo Bielsę do seniorskiej reprezentacji Chile na towarzyskie spotkania z Koreą Południową i Japonią. Zadebiutował w zwycięskim 1:0 meczu z Koreą, który został rozegrany 27 marca. W 2008 roku wystąpił na Młodzieżowym Festiwalu Talentów w Tulonie, na którym Chile przegrało w finale 0:1 z Włochami. Na turnieju zdobył 2 bramki, a rywalizację o nagrodę dla najlepszego gracza turnieju przegrał z Sebastianem Giovinco. Następnie razem z seniorską reprezentacją Chile Morales wywalczył awans do Mistrzostw Świata w RPA.